# Tešova
Tešova este o localitate din comuna Vransko, Slovenia, cu o populație de 110 locuitori.